# لیوای اشتراوس

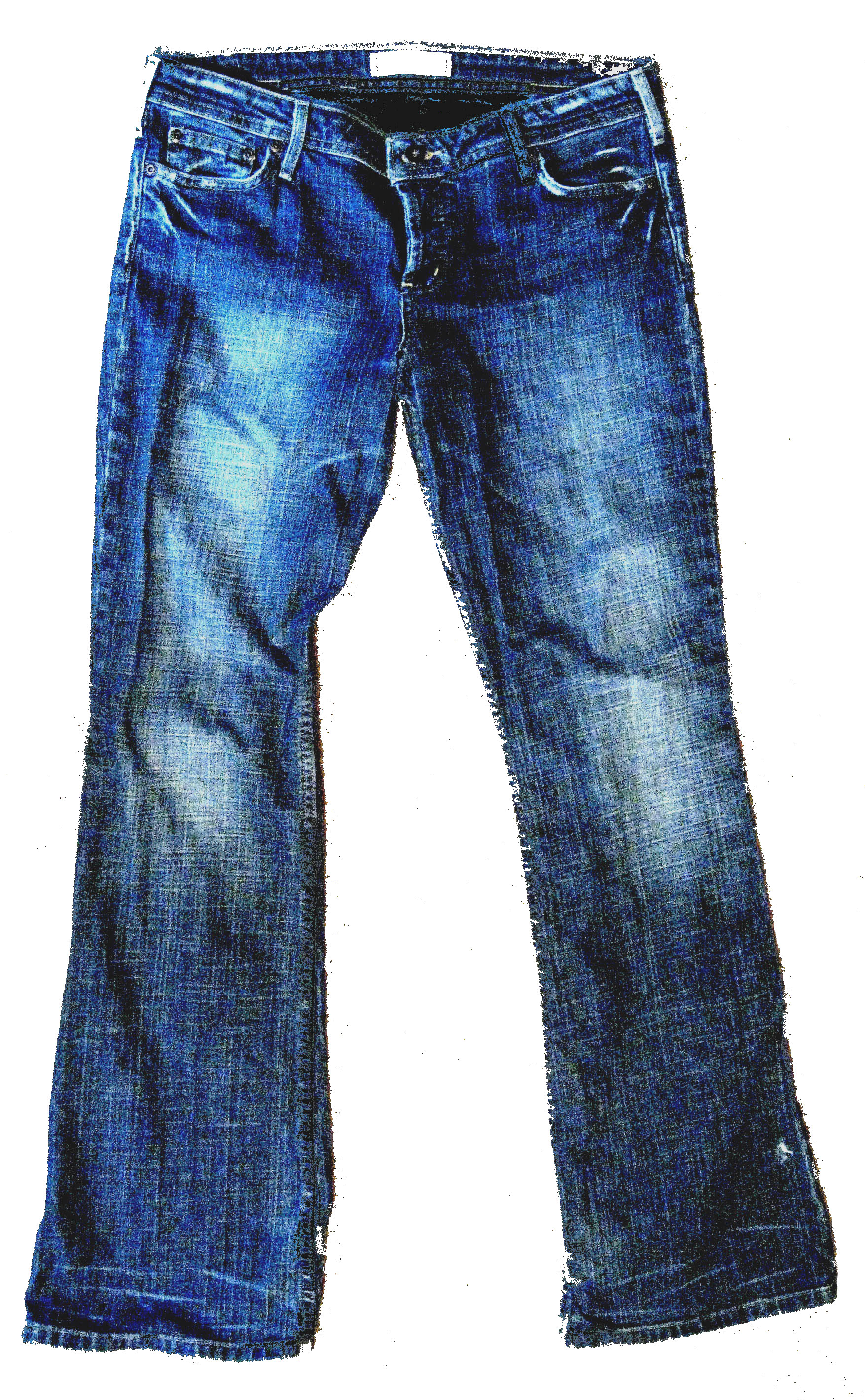
شلوار جین

لیوای اشتراوس (انگلیسی: Levi Strauss؛ ۲۶ فوریه ۱۸۲۹ – ۲۶ سپتامبر ۱۹۰۲) آمریکایی مهاجر آلمانی‌تبار و بنیان‌گذار کارخانهٔ شلوار جین لیوایز (به انگلیسی: Levi's) در سانفرانسیسکو با نام‌تجاری لیوای اشتراوس اند کو (به انگلیسی: Levi Strauss & Co.) است.

## اوان زندگی
لیوای اشتراوس در بوتنهایم (از توابع پادشاهی باواریا) در خانواده‌ای یهودی به دنیا آمد و در سن ۱۸ سالگی به همراه مادر و دو خواهرش به ایالات متحده مهاجرت کرد.

## شغل
خانواده وی تصمیم به برپایی فروشگاه خشکبار در سانفرانسیسکو (که بخاطر تب جویندگان طلا تبدیل به قطب اقتصادی شده بود) گرفت و لیوای جوان با انگیزهٔ سرشناس‌نمودن نام خانوادگی‌اش و پس از کسب شهروندی ایالات متحده، دست به ایجاد شعبهٔ دیگری در شرق آمریکا و در شهر نیویورک زد.

### Levi's جین

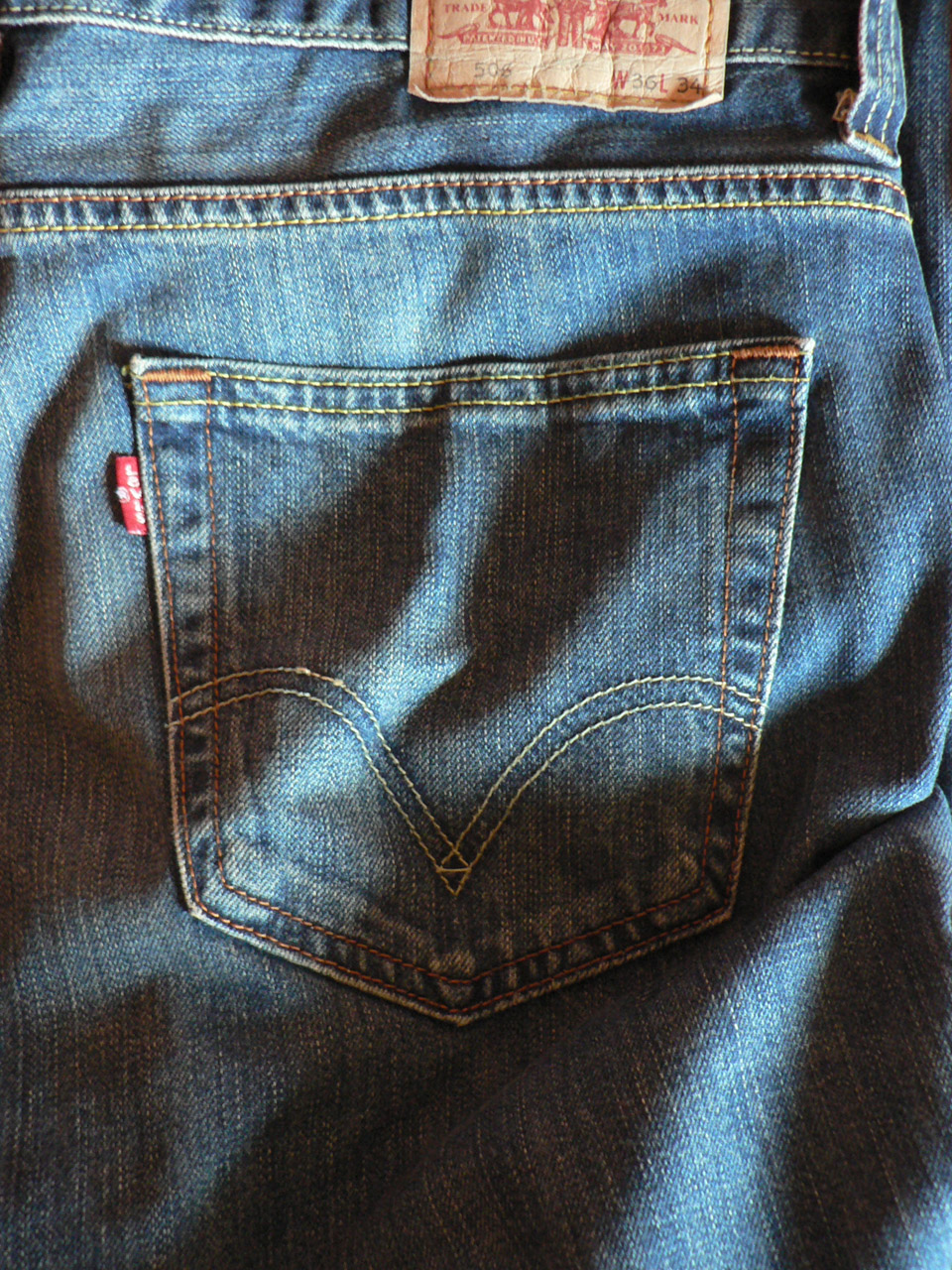
Levi's 506 طرح جیب عقب

در سال ۱۸۷۲ خیاط یهودی ژاکوب دیویس شروع به ساخت شلوارهای کار مردانه با لبه‌های فلزی و دکمه‌های فلزی برای استحکام بیشتر نمود. درحالی‌که برای ارتقا کارش نیاز به یک شریک و همراه داشت و بنابراین نزد لیوای اشتراوس مشتری شلوارهای کارش رفت. در سال ۱۸۷۳ اشتراوس و دیویس با ثبت اختراع و حق انحصاری برای استفاده از میخ پرچ مس برای استحکام و افزایش دوام جیب‌های شلوار کار با پارچه دنیم، آن دو با خرید کارخانه نساجی Amoskeag در نیو همپشایر، شروع به تولید اولین سری از شلوارهای جین کردند. در نیمهٔ دوم سدهٔ بیستم، شلوار جین Levi's بر تن ستاره‌های راک رفت و بدین سان تبدیل به نماد و سمبلی برای نسل جوان شد. در عکس معروف جوانانی که در سال ۱۹۸۹ بر بالای دیوار برلین در حال برداشتن اولین آجرهای دیوار هستند، همگی این شلوار را به پا کرده‌اند. کمانی با دوخت دوسوزنه بر جیب عقب بزودی تبدیل به نماد تجاری این شلوار شد؛ و بعد از جنگ جهانی دوم با طرح کمان لیوایز بر جیب این شلوار باقی‌ماند.

## درگذشت
لیوای اشتراوس در ۲۶ سپتامبر ۱۹۰۲ در سن ۷۳ سالگی درگذشت. وی هرگز ازدواج نکرد و تمام کارخانه و ثروتش به خواهرزاده‌اش رسید. از وی خیریه‌هایی همچون بنیاد خیریه کمک به ایتام یهودی و همچنین خانه ایتام کاتولیک رم به جای مانده است. دارایی Levi's در حدود شش میلیون دلار برآورد شده بود.

## یادبودها
موزه‌ای بنام وی در آلمان، شهر زادگاهش بوتنهایم بنا شده است. در ضمن در شهر سانفرانسیسکو نیز نمایشگاه لیوای اشتراوس و شرکا و بسیاری دیدنیهای تاریخی دیگر از این سلطان جین در معرض عموم قرار دارد.